# Bahnhof Massy-Palaiseau
Der Bahnhof Massy-Palaiseau ist Teil eines Bahnhofskomplexes in der Stadt Massy im Département Essonne, rund 15 Kilometer südlich von Paris. Er ist ein wichtiger Verkehrsknotenpunkt in der südlichen Banlieue von Paris.
Der Bahnhof wird heute von den Linien B und C des RER bedient. Er ist Endpunkt des Zweiges C2, der über den Bahnhof Le Pont de Rungis – Aéroport d’Orly geführt wird. Der Bahnhof der Linie B war bereits Teil der alten Strecke Ligne de Sceaux. Der von der RATP betriebene Bahnhof des RER B und der von der SNCF betriebene Bahnhof des RER C liegen an gegenüberliegenden Seiten des weitläufigen Gleisfeldes. Momentan laufen zahlreiche Umbauarbeiten, um die Bahnhöfe besser miteinander, mit den Bushaltestellen und den Wohngebieten zu verknüpfen.
Neben den beiden RER-Bahnhöfen befindet sich der eigenständige Bahnhof Massy-TGV, in dem Zugang zum TGV besteht.

## Galerie

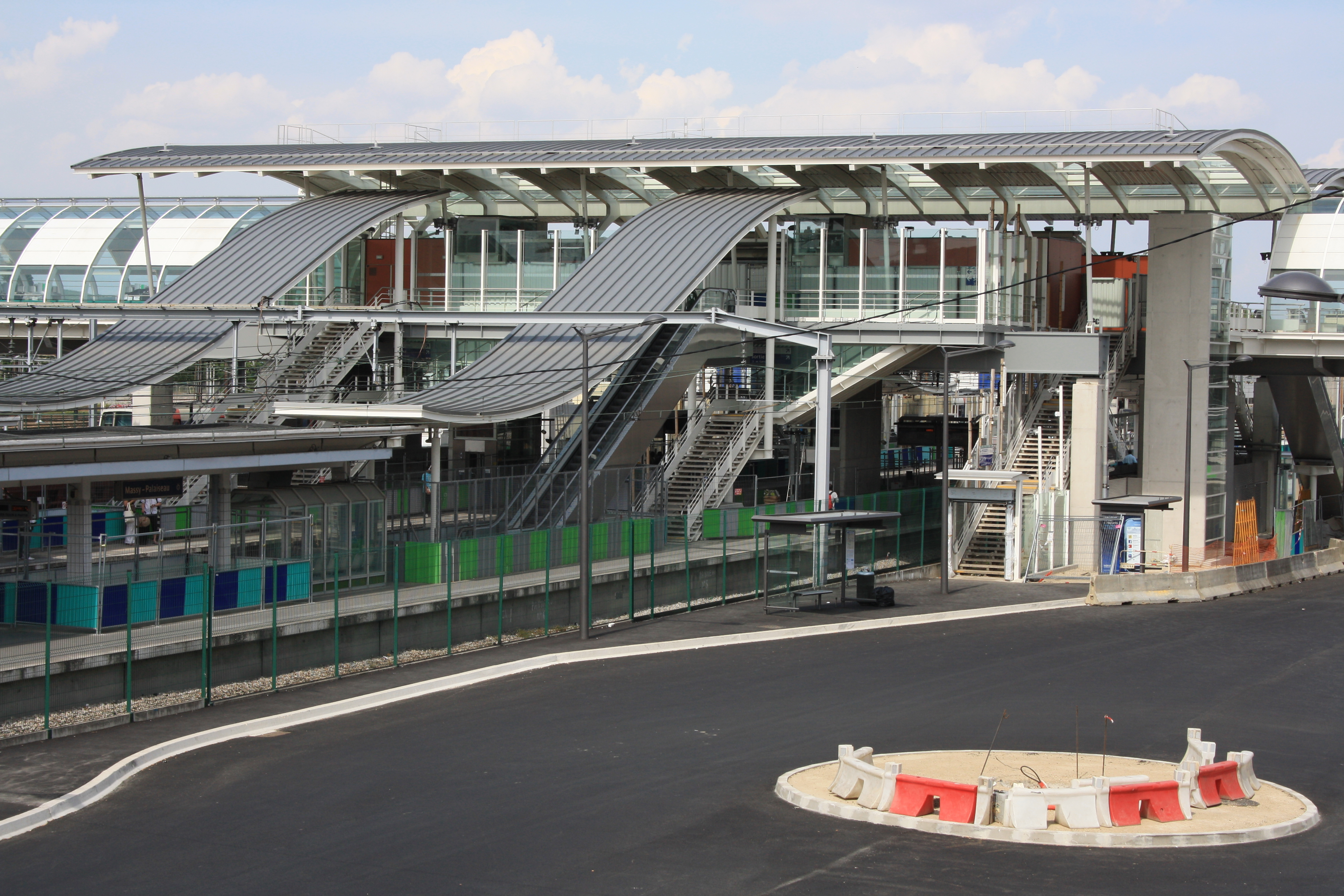
Bahnsteige mit Fußgängerbrücke
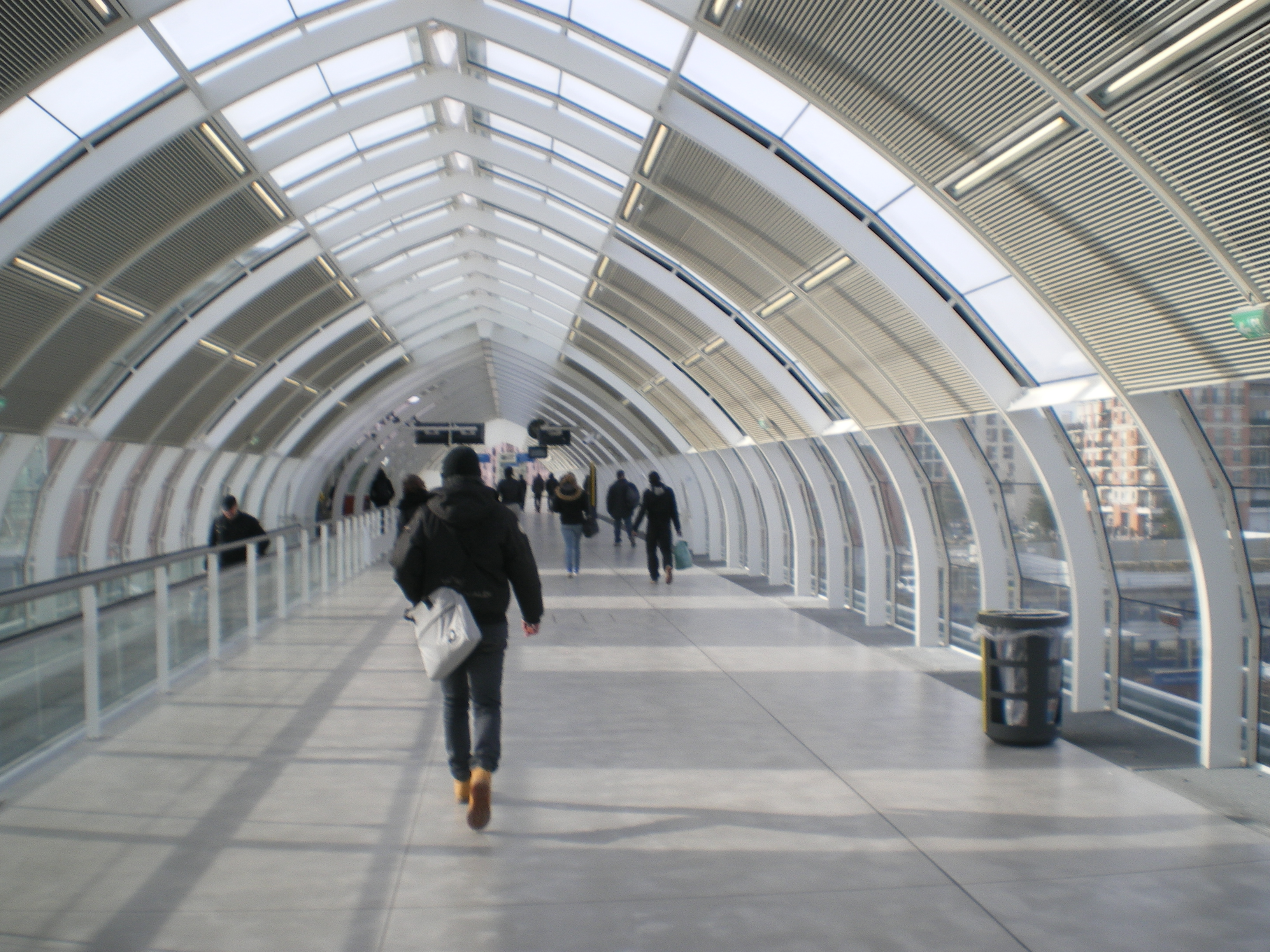
Fußgängerbrücke von innen
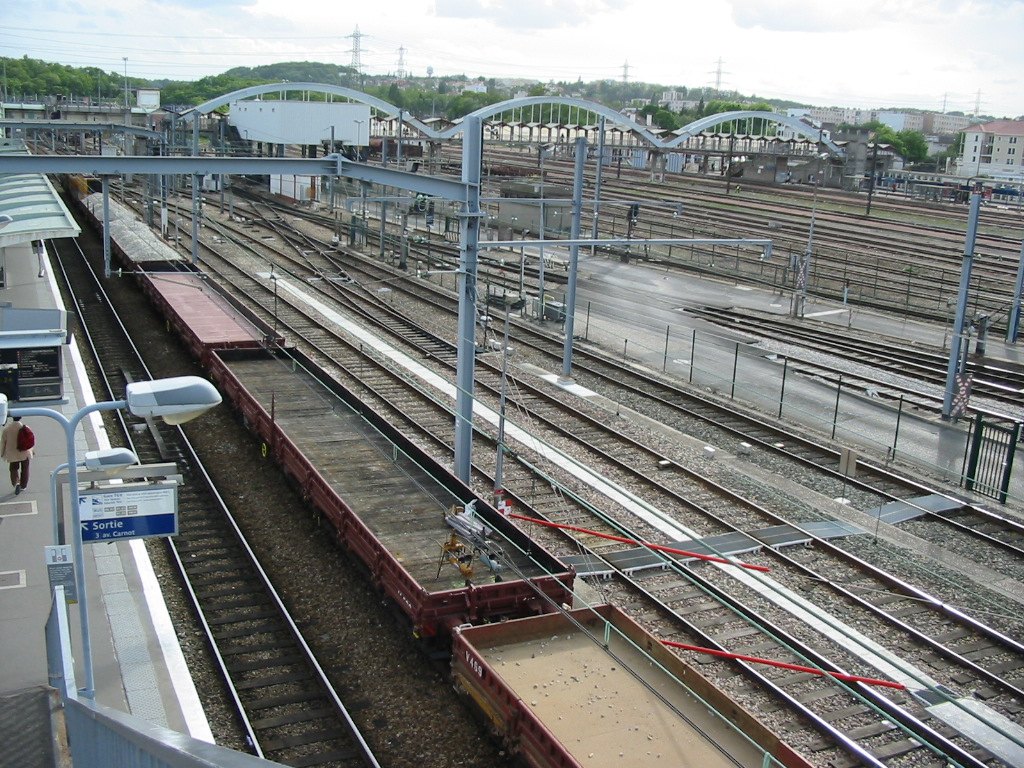
Gleiseanlage
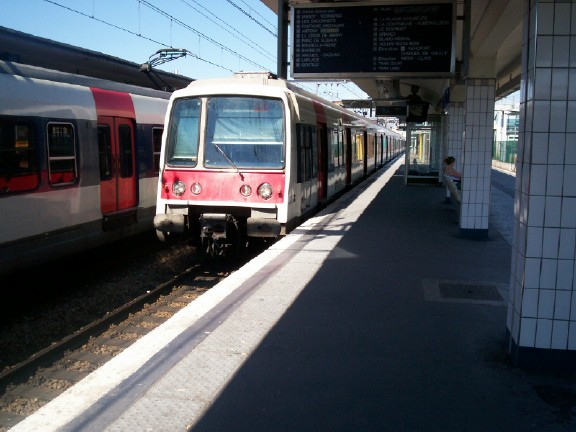
Züge der Linie RER B im Bahnhof